# ぎ

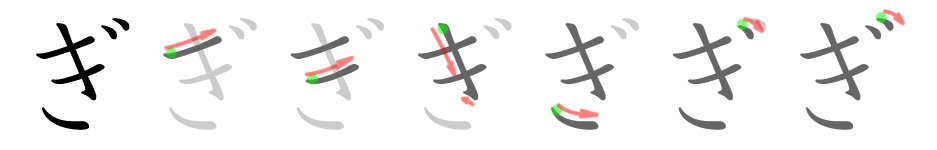
「ぎ」の筆順

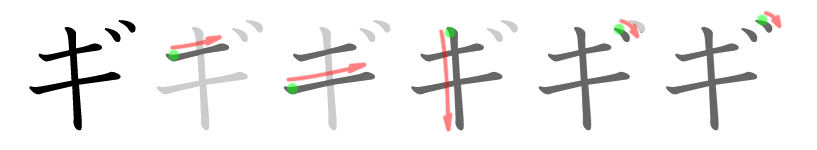
「ギ」の筆順

ぎ、ギは、日本語の音節のひとつであり、仮名のひとつである。1モーラを形成する。き、キに濁点をつけた文字である。
- 現代標準語の音韻: 1子音と1母音「い」から成る音。舌の後部を口蓋の奥の部分（軟口蓋）に押しあて一旦閉鎖した上で破裂させることで発する。有声。
- 発音： ぎ[ヘルプ/ファイル]